# اتفاقية مكة 1926
اتفاقية مكة أو معاهدة الانضمام الخاصة بالإمارة الإدريسية هي اتفاقية وُقعت بين الملك عبد العزيز ملك الحجاز وسلطان نجد وملحقاتها، وبين الإمام الحسن بن علي الإدريسي إمام إمارة الأدارسة في جازان. دخل إقليم المخلاف السليماني بعد الاتفاقية لسلطة مملكة الحجاز وسلطنة نجد وملحقاتها وبقيت الإدارة المحلية بيد الأدارسة، كما أن المعاهدة أشبه بمعاهدة دفاع مشترك بالمفهوم الحديث. وقعت الاتفاقية في 24 ربيع الآخرة 1345 هـ الموافق 21 أكتوبر 1926.

## خلفية تاريخية

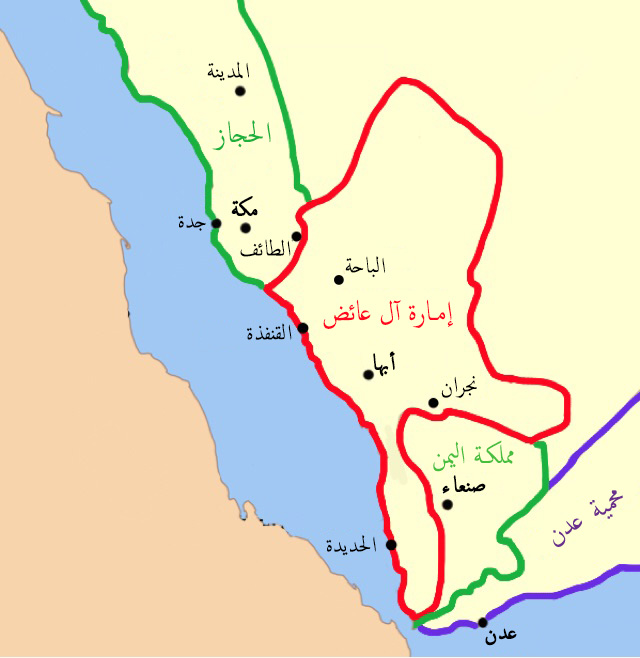
حدود إمارة آل عائض موضحة بالخط الأحمر.

كان إقليم عسير يخضع للعديد من الصراعات إبان الحرب العالمية الأولى، فهناك مطامع يمنية بإحتلال الإقليم ، ومن جانب آخر هناك دعوة من قبل الأدارسة بالإبقاء عليه ضمن حدود الإمارة الإدريسية التي نشأت في تهامة، وزاد الأمر سوءً دعم القوى المحلية والدولية لأحد الطرفين في مواجهة الآخر، متمثلًا في المملكة الحجازية الهاشمية وسلطنة نجد بالإضافة إلى بريطانيا وإيطاليا، فظهر حلفين رئيسيين هما: الحلف الأول (إيطاليا - المملكة العربية الحجازية - اليمن)، الحلف الثاني (بريطانيا - نجد - جازان - عسير)، وتحولت منطقة الجنوب الغربي لشبه الجزيرة العربية إلى ساحة مواجهات بين الحلفين.
في خضم الصراع اليمني الإدريسي طرأت عدة عوامل جعلت الأدارسة يتبنون خط المحالفة السياسية مع عبدالعزيز آل سعود حاكم نجد، فكان الخلاف الثقافيّ والعشائري والتباين المذهبي بين امارة المخلاف السليماني (الأدارسة) والمملكة المتوكلية والدعم البريطاني المتزايد للأدارسة مكافئة لهم على موقفهم الإيجابي في الحرب العالمية الأولى، حيث أن الحكومة البريطانية لم تستحسن موقف الدولة المتوكلية الحيادي في الحرب.
بدأت العلاقة الجيدة تمتد بين حاكم نجد عبدالعزيز آل سعود والأدارسة حينما أُرسل في عام 1919 رسالة تأييد من قِبل الزعيم الإدريسي إلى عبد العزيز بن عبد الرحمن في انتصاره في معركة تربة ضد الحجازيين، وفي عام 1920 بعثت قبائل عسير بشكاوي إلى ابن سعود من جور آل عائض، وعليه توسط ابن سعود بينهما، إلا أن آل عائض رفضوا الوساطة وعدوها تدخلًا في شؤون إقليم عسير، فأمر ابن سعود بإرسال جيش تحت إمرة محمد بن عبد الرحمن بن جلوي، وجرت معركة جحلا بين الطرفين وانتصر فيها ابن سعود ودخل ابن جلوي قائد جيشه عسير، وأناب عنه وكيله ثم عاد إلى نجد، فخرج آل عائض على وكيله وجهز ابن سعود ابنه فيصل بن عبد العزيز بجيش استطاع السيطرة به على أبها، وهرب آل عائض إلى الحجاز واحتموا بالشريف حسين الذي أمدهم بالأسلحة والأموال للعودة إلى عسير مرةً أخرى، ثم التجأ آل عائض في نهاية المطاف إلى الرياض تحت حماية آل سعود. دخل الأدارسة إقليم عسير في 30 أغسطس 1920 تم فيها تقسيم الأشراف على قبائل عسير لضمان استقرار الإمارة تحت حكم الأدارسة بموافقة وإشراف سلطة نجد.
توفي في عام 1913 الزعيم الإدريسي محمد علي وخلفه من بعده ابنه السيد علي الذي امتاز بضعف شخصيته، وعدم قدرته على حكم إمارة الأدارسة، فانتهز الإمام يحيى الفرصة لا سيما مع تصاعد المشكلات الداخلية في عسير ضد الأدارسة وانشغال ابن سعود في حربه مع الملك حسين بن علي في الحجاز، فاستولى الإمام يحيى على ميناء الحديدة ثم صبيا وجيزان وباجل واللحية وميدي، وتحول القتال إلى تهامة، مع استعدادات مكثفة لمواجهة حاسمة شمال إقليم جازان، ورفض الإمام يحيى وساطة نصت على الإبقاء على إمارة ادارية كقوة محلية ضعيفة بدلًا من القضاء عليها. تدخلت بريطانيا وإيطاليا في الأزمة لمصالحهما الاستراتيجية في المنطقة، حيث شعرت الحكومة البريطانية من الخشية من انتصار اليمنيين على الأدارسة ودخولها منافسة المصالح البريطانية في جازان ومحمية عدن، والدعم الإيطالي الكبير لليمن متمثلًا في الأموال الطائلة التي دفعت للإمام يحيى الذي ثبت المصالح الايطالية في منطقة اليمن.
بعث الإدريسي وفدًا في شهر فبراير عام 1926 إلى مكة برئاسة محمد هادي النعمي، قدم فيها الولاء والطاعة لملك الحجاز و نجد و ملحقاتها عبدالعزيز آل سعود، وطلب منه المساندة ضد الإمام يحيى ونجدة امارة الأدارسة، فاعتذر ابن سعود بحجة عدم رغبته في التورط في نزاع عسكري مع الامام يحيى ، وانشغاله بترتيب الأوضاع المحلية في الحجاز بالرغم من توقيع معاهدة تسليم جدة في عام 1925، ثم أرسل الإدريسي وفدًا ثانيًا على ابن سعود في شهر أيار 1926 برئاسة محمد هادي النعمي، لطلب المساعدة ضد اليمن، ولكنه كرر ذات الموقف السابق وامتنع عن تقديم العون للأدارسة، ورغبته في الإبقاء على صداقة الإمام يحيى، وتجنب الدخول في مواجهه معه، وفي شهر تشرين الأول عام 1926 وصل إلى جازان السيد أحمد الشريف السنوسي قادمًا من المغرب لزيارة المنطقة، فاقترح على الإدريسي التحالف مع ابن سعود لمواجهة الإمام يحيى، وابدى رغبته في الوساطة بهذا الشأن، وذهب إلى الحجاز فقابل الملك عبد العزيز ، وعرض عليه طلب الإدريسي في رغبته في التحالف حيث وافق ابن سعود في اطار صيغة معاهدة مكة التي وقعت بين الطرفين في 21 تشرين الأول 1926.

## بنود الاتفاقية
جاء في نص الاتفاقية: رغبة في توحيد الكلمة وحفظًا لكيان البلاد العربية وتقوية الروابط بين أمراء الجزيرة العربية، فقد اتفق صاحب الجلالة ملك الحجاز وسطان نجد وملحقاتها عبد العزيز بن عبد الرحمن آل سعود، وصاحب السيادة إمام عسير السيد الحسن بن علي الإدريسي على عقد الاتفاقية التالية:
- يعترف سيادة الإمام الحسن بن علي الإدريسي بأن الحدود القديمة الموضحة في اتفاقية 10 صفر 1330 للهجرة المنعقدة بين سلطان نجد وبين الإمام محمد بن علي الإدريسي والتي كانت خاضعة لذلك التاريخ، وهي تحت سيادة جلالة ملك الحجاز وسلطان نجد وملحقاتها بموجب هذه المعاهدة.
- لا يجوز لإمام عسير أن يدخل في مفاوضات مع أي حكومة وكذا، ولا يجوز أن يمنح أي امتياز اقتصادي إلا بعد الموافقة على ذلك من صاحب الجلالة ملك الحجاز وسلطان نجد وملحقاتها.
- لا يجوز لإمام عسير إشهار الحرب وإبرام الصلح إلا بموافقة صاحب الجلالة ملك الحجاز وسلطان نجد وملحقاتها.
- لا يجوز لإمام عسير التنازل عن جزء من أراضي عسير المبينة في المادة الأولى.
- يعترف ملك الحجاز وسلطان نجد وملحقاتها بأن إدارة بلاد عسير الداخلية والنظر في شؤون عشائرها من نصب وعزل ذلك من الشؤون الداخلية فهي حق من حقوق إمام عسير على أن تكون الأحكام وفق الشرع والعدل كما هي عليه في الحكومتين.
- يتعهد ملك الحجاز وسلطان نجد وملحقاتها بدفع كل تعدي خارجي أو داخلي يقع على أراضي عسير المبينة في المادة الأولى، وذلك بالاتفاق بين الطرفين حسب مقتضيات الأحوال ودواعي المصلحة.
- يتعهد الطرفان بالمحافظة على هذه المعاهدة والقيام بواجبها.
- تكون هذه المعاهدة معمولًا بها بعد التصديق عليها من الطرفيين.
- وقعت هذه المعاهدة وكتبت باللغة العربية بصورتين تحفظ كل صورة لدى فريق من الحكومتين المتعاقدتين.
- وقعت هذه المعاهدة بتاريخ 24 ربيع الآخرة 1345 هـ الموافق 21 أكتوبر 1926، وتعرف هذه المعاهدة بمعاهدة مكة المكرمة.

وقع اتفاقية مكة المكرمة من قبل ملك الحجاز وسلطان نجد وملحقاتها الملك عبد العزيز بن عبد الرحمن الفيصل آل سعود، وإمام عسير الإمام الحسن بن علي الإدريسي، تم الاتفاق بحضور راقم الأحرف خادم الإسلام أحمد الشريف السنوسي.

## بعد الاتفاقية
ظلت الأطماع اليمنية في جازان عقدة العلاقة بين اليمنيين و السعوديين، فبعد أن سيطرت القوات السعودية على مملكة الحجاز، كان الإمام يحيى يسعى إلى إحتلال امارة عسير وامارة الادارسة في جازان وطرد حكامها الأدارسة و آل عايض بينما نظر إليها الملك عبد العزيز على اعتبار أنها امتداد طبيعي للحجاز بعد أن استولى عليها، ساعده على ذلك استنجاد الأدارسة به وعقدهم معه معاهدة مكة المكرمة 1926، وفي وقت حرج للغاية بالنسبة لحكومة صنعاء برئاسة الإمام يحيى.
يقول الدكتور السيد سالم أن قوات الإمام كانت تزحف في ذلك الوقت في جازان، وكانت تحاصر مدينتي صبيا وجيزان أهم مركزين للأدارسة، وكانت مفاجأة عنيفة فوجئ بها الإمام بعد علمه بالاتفاقية، فلم يكن أمامه إلا أحد أمرين: إما أن يقر بالمعاهدة ويعترف بها وبذلك تفلت الإمارة من يده، وإما أن يأمر قائد جنده في تهامة عبد الله بن الوزير بمواصلة الزحف، فيصطدم بالقوات السعودية ويدور القتال بينهما، وقد رأى أن يقر بالأمر الواقع، وطلب من قائده إيقاف الحرب، ثم لبّى دعوة الملك عبد العزيز للمؤتمر الإسلامي الذي عقد في مكة المكرمة.
وظلت مساعي الجانبين لتجاوز مشكلة جازان قائمة، وقد ازدادت درجة حميميتها خلال عام 1933، حيث جرت مفاوضات لإقامة حلف دفاعي بين البلدين مدته عشرون عاما، ثم مفاوضات جرت في أبها بعد ذلك، انتهت إلى الفشل. أصل الخلاف كان حول عسير ونجران، حيث تنقسم الأولى إلى منطقتي عسير السراة وعسير تهامة، وقد سيطرت القوات السعودية على عسير بقيادة الأمير فيصل بن عبد العزيز في سنة 1922، حيث تمكنت من فتح حرملة حصن الأمير ابن عائض وتشتيت قواته والاستيلاء على عسير حتى حدود اليمن من الجنوب وحدود الأدارسة من الغرب والقنفدة من الشمال، وأما عسير تهامة وهي المعروفة بالمقاطعة الإدريسية فقد وضعت تحت حماية الملك عبد العزيز ثم ضمت بعد ذلك إلى المملكة العربية السعودية نهائيًا في سنة 1930.